# 菲什斯普林斯 (內華達州)
菲什斯普林斯（英語：Fish Springs）是位於美國內華達州道格拉斯縣的普查規定居民點。

## 人口
根據2020年美國人口普查的數據，菲什斯普林斯的面積為23.81平方千米，皆為陸地。當地共有人口684人，而人口密度為每平方千米28.73人。